# Старые Скоморохи
Ста́рые Скоморо́хи (укр. Старі́ Скоморо́хи) — село в Большовцевской поселковой общине Ивано-Франковского района Ивано-Франковской области Украины.
Население по переписи 2001 года составляло 246 человек. Занимает площадь 10,599 км². Почтовый индекс — 77123. Телефонный код — 03431.
До июля 2020 года село входило в Галичский район.

## Местный совет
77123, Ивано-Франковская область, Галичский район, с. Новые Скоморохи (укр.).